# Tekla Bądarzewska
Tekla Bądarzewska-Baranowska (Mława, a mediados del siglo XIX; según se cree, en 1834 — Varsovia, 29 de septiembre de 1861), fue una pianista y compositora nacida en Polonia.

## Biografía
Sus padres eran Andrzej Badarzewski y Tekla Badarzewska (Chrzanowska). Andrzej Badarzewski era un comisario de policía con gran éxito, que se mudó con su familia a Varsovia en 1835. Tenía una hermana y un hermano mayor.

## Trayectoria
Compuso y publicó su primera pieza a los 14 años, Vals pour le Pianoforte y dedicada a Anna Makiewicz, la benefactora de un orfanato. Fue publicado por Francizek Henryk Spiess, un vendedor de libros importante de Varsovia. Cuatro años después, se casó con Jan Baranowski, un capitán. En 1857, las autoridades Czaristas dieron a Baranowski la Orden de San Estanislao tercera clase. En 1863, tuvo que ir a Taskent por el Levantamiento de Enero, dejando a Badarzewska sola con cinco hijos.
Con tan sólo 22 años, compuso una pequeña pieza para piano que la inmortalizó. Esta pieza, llamada Plegaria de una virgen (Modlitwa dziewicy-The Maiden’s Prayer-Das Gebet einer Jungfrau, 1856), se publicó inicialmente con el título La priere d’une vierge, y se compuso para ser tocada como música de salón durante reuniones sociales. Se ha adaptado para instrumentos como el clarinete, la flauta, la guitarra, el harmonium, la trompeta y la cítara. Tiene letra en inglés escrita por John Stowell Adams.
Esta pieza, que se la recuerda como corta de dificultad media, solía ser muy popular entre los pianistas amateurs, sin embargo ha sido olvidada casi por completo. Unos la apreciaban por su melodía encantadora y romántica, otros la describieron como “paparruchas sentimentales de salón”. Fue Arthur Loesser quien la calificó como “producto de ineptitud sin gracia”. Sin embargo, fue probablemente la pieza para piano más vendida jamás escrita. En el siglo XIX se publicaron más de 100 ediciones, y en 1924 una editorial de Melbourne (Australia) comunicó que había vendido diez mil copias de esta pieza en un año.

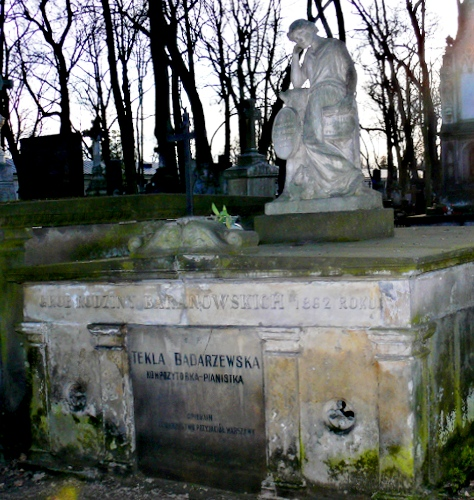
Tumba de Tekla Bądarzewska.

Murió en Varsovia a la temprana edad de 27 años, 5 meses después de haber compuesto su obra mundialmente famosa, el 29 de septiembre de 1861.

## En Cultura Popular
Del 2016 al 2018, Badarzewska apareció con Piotr Ilich Chaikovski como un dúo de ídolos de pop en el anime Classicaloid

## Obra
En total escribió unas 35 piezas para piano, entre las que cabe destacar:
- Plegaria de una virgen (1856)